# François Mossmann
François Mossmann (* 28. Januar 1942 in Pau, Pyrenäen, Frankreich) ist ein deutsch-französischer Lehrer, Illustrator und Autor.

## Leben
Mossmanns Vater stammte aus dem Elsass, seine Mutter aus dem Département Vendée. Von 1947 bis 1961 besuchte er ein deutsch-französisches Gymnasium in Berlin, anschließend studierte er von 1961 bis 1965 an der Universität Straßburg und absolvierte seinen Militärdienst in Horb am Neckar. Von 1965 bis 1999 war er Lehrer an mehreren französischen Schulen in Deutschland (Freiburg im Breisgau, Friedrichshafen, Speyer, Landau in der Pfalz, Baden-Baden), in den Jahren von 2000 bis 2002 Lehrer und Rektor der Schule in Saclas (Essonne), etwa 60 km von Paris entfernt.

## Werke
- 1973–1989: Comicstrips in der Zeitschrift Amis-Coop (Paris), monatliche Veröffentlichung
- 1997: Dedraki, Le mystère des bonsaï grecs, Roman, und die Übersetzung Dedraki, das Geheimnis der griechischen Bonsaï (Text und Illustrationen)
- 2006: Vague Espoir, Novellen
- 2008: Nahslima, Roman

## Ausstellungen
Ausstellungen politischer Zeichnungen mit Le Canard enchaîné (A. Grandremy) in Forte dei Marmi (Italien) und Saint Just le Martel (Frankreich)